# Байбуртлы, Ягья Наджи Сулейманович
Ягья́ Наджи́ Сулейма́нович Байбуртлы́ (крымскотат. Yağya Naci Suleyman oğlu Bayburtlı, Ягъя Наджи Сулейман огълу Байбуртлы; 1876, Бахчисарай, Таврическая губерния — 25 августа 1942 или 1943, Архангельская область) — крымскотатарский писатель, лингвист, педагог. Автор учебника крымскотатарского языка. Репрессирован в 1937 году. Посмертно реабилитирован в 1957 году.

## Биография
Родился в 1876 году в Бахчисарае в семье торговца. Отец владел бакалейной лавкой (умер в 1911 году). Мать скончалась в 1923 году. Сёстры — Эмине и Сехар. Брат — Амет Мидат, расстрелян красноармейцами в 1918 году за участие в курултаевском движении.
Окончил медресе «Султание» в Стамбуле (1892—1897). Изучал русский язык и литературу в коммерческом училище в Одессе. Окончил Симферопольскую татарскую учительскую школу. Являлся сотрудником газеты «Терджиман» (1898—1901), где работал корректором под руководством Исмаила Гаспринского. В 1901 году по предложению Гаспринского стал учителем в новометодной школе в Алупке, которую возглавлял Асан Айвазов. В 1908 году стал учителем земской школы в Бахчисарае.
С 1912 года — член Таврической учёной архивной комиссии. Позже, до 1914 года работал учителем в деревне Лимены Ялтинского уезда. Сопровождал востоковеда Александра Самойловича в его поездках по Крыму, готовил для него образцы народной словесности. С 1914 по 1917 годы работал в Бахчисарайской земской школе. Среди его учеников были писатель Шамиль Алядин и лингвист Усеин Куркчи.
В 1917 году был избран в Курултай от рабочих и учителей Симферополя. Член парламентской комиссии Курултая по учёту ущерба, нанесённого большевиками в 1918 году.
С 1921 по 1923 год — председатель правления кооператива «Берекет». В 1927—1928 годах его лишают права заниматься педагогической деятельностью, однако затем возвращают ему такое право. В советское время опубликовал в журнале «Илери» статью «Прошлое и настоящее татарской молодёжи». Являлся автором переводов на крымскотатарский ряда произведений мировой литературы. Вместе с И. Акки и Шевки Бекторе занимался разработкой облегчённой версии арабского алфавита для крымскотатарского языка. Принимал участие в первом Всесоюзном учительском съезда в Москве (1925). Публиковался в журналах журналах «Йылдыз», «Эмель», «Kalgay» и «Янъы Чолпан» («Новая Венера»). Автор учебника крымскотатарского языка, пьес «Жертва революции или татарская девушка», «Бедная Айше», «Юсуфчик» и повести «Старое медресе».
Работал в Бахчисарайском педагогическом техникуме. В 1935 году был уволен с работы из-за обучения в Турции, позже преподавал родной язык и математику на курсах по ликвидации неграмотности в Бахчисарае. В Бахчисарае проживал в доме № 28 на улице Милицейской.
В 1937 году Байбуртлы был обвинён по 58-й статье за участие националистической группе Османа Акчокраклы. 17 февраля был арестован, а 14 августа 1938 года — приговорён тройкой НКВД к 10 годам исправительно-трудовых лагерей.
Скончался в 25 августа 1942 года в Архангельской области. Решением военного трибунала Одесского военного округа Особого совещания от 27 августа 1957 года дело в отношении Байбуртлы было отменено и признано необоснованным за отсутствием состава преступления.

## Семья
Супруга — Маги. Дочери — Хилял и Нияр, сын — Мансур.

## Работы
- Элифба Архивная копия от 9 июня 2020 на Wayback Machine. Симферополь, 1913
- Букварь. Бахчисарай, 1913 (3-е изд.: Бахчисарай, 1916)
- Новый метод обучения у татар // Янъы Чолпан. 1923. № 2. с. 8-12